# Homopterus brasiliensis
Homopterus brasiliensis é um inseto da ordem Coleoptera e da família Carabidae, subfamília Paussinae; um besouro neotropical com cerca de 10 milímetros de comprimento, de coloração puxada para o castanho e élitros frágeis, quase translúcidos, sendo o mais encontradiço representante de sua subfamília no Brasil; também encontrado no Paraguai. Nomeado inicialmente Cerapterus brasiliensis por John Obadiah Westwood, em 1838.